# Bamlanivimab
Bamlanivimab ist ein von Eli Lilly and Company produzierter monoklonaler Antikörper zur Behandlung einer leichten bis mittelschweren COVID-19-Erkrankung.

## Therapeutische Verwendung
Bamlanivimab erhielt in den USA im November 2020 durch die Food and Drug Administration (FDA) eine Notfallzulassung zur Behandlung einer leichten bis mittelschweren COVID-19-Erkrankung, die jedoch im April 2021 zurückgenommen wurde. Im Februar 2021 erfolgte die Notfallzulassung für die Kombinationstherapie mit Etesevimab. Aufgrund des Vorherrschens der SARS-CoV-2-Omikron-Variante gilt die Notfallzulassung für Bamlanivimab/Etesevimab jedoch seit April 2022 in keiner US-Region mehr.
Auch die europäische Arzneimittelagentur (EMA) beurteilte die Verwendung der Kombination als positiv für die Behandlung. Ebenso könne die Monotherapie eine Behandlungsoption darstellen. Die im März 2021 begonnene Überprüfung mittels eines Rolling-Review-Verfahrens, das einer eventuellen EU-Zulassung vorausgeht, stellte die EMA im November 2021 nach Rücknahme aus dem Verfahren durch Lilly ein.

## Wirkungsmechanismus
Der Antikörper bindet an den Abschnitt des Spike-Proteins, mit dem SARS-CoV-2 an den menschlichen Zellen andockt. Dadurch wird das Eindringen des Virus in die Zelle verhindert. Das Arzneimittel wird von Eli Lilly and Company entwickelt, nachdem das kanadische Biotechnologieunternehmen AbCellera den Antikörper in einer Blutprobe eines genesenen COVID-19-Patienten identifiziert und das Gen isoliert hatte. Die Verabreichung erfolgt durch intravenöse Infusion.

## Studien
Die Zulassung stützt sich auf Zwischenergebnisse einer randomisierten, doppelblinden, placebokontrollierten Phase-II-Studie mit 465 leicht bis mittelschwer erkrankten, nicht im Krankenhaus behandelten COVID-19-Patienten. Im primären Endpunkt der Studie, einer Reduktion der Viruslast innerhalb von 11 Tagen, zeigte die Behandlung keinen eindeutigen Vorteil gegenüber der Placebogruppe. In einem der sekundären Endpunkte, dem Prozentsatz der Teilnehmer, die bis zum 29. Tag wegen COVID-19 im Krankenhaus oder auf einer Notfallambulanz behandelt wurden oder an den Folgen der Infektion starben, vermochte Bamlanivimab den Anteil von 10 % (Placebo) auf 3 % (Verum) zu senken, sofern es innerhalb von drei Tagen nach dem positiven Virusnachweis verabreicht wurde. Die Studie läuft weiter, auch eine Phase-3-Studie wurde begonnen.
Als mögliche Nebenwirkungen gibt die FDA eine Anaphylaxie und infusionsbedingte Reaktionen an, ferner Übelkeit, Durchfall, Schwindel, Kopfschmerzen, Juckreiz und Erbrechen.
Studien
- Phase-1-Dosisfindungsstudie mit Krankenhauspatienten (NCT04411628)
- BLAZE-1: Placebo-kontrollierte Phase-2-Studie im ambulanten Umfeld an Personen, bei denen zuvor COVID-19 mit einer leichten bis mittelschweren Ausprägung diagnostiziert wurde (NCT04427501)
- BLAZE-2: Phase-3-Studie an Bewohnern und Mitarbeitern von Einrichtungen mit diagnostizierten COVID-19-Fällen und hohem Expositionsrisiko (NCT04497987)
- ACTIV-2 (NCT04518410), ACTIV-3 (NCT04501978, gestoppt): weltweit durchgeführtes adaptives Studienprogramm ACTIV („Accelerating COVID-19 Therapeutic Interventions and Vaccines“) mit hospitalisierten und nicht hospitalisierten Patienten mit leichter bis mittelschwerer COVID-19-Symptomatik.

In der zulassungsrelevanten klinischen Studie für die Kombinationsbehandlung zusammen mit Etesevimab reduzierte eine einmalige intravenöse Infusion der Antikörperkombination die Hospitalisierungsrate und den Tod während der 29-tägigen Nachbeobachtung signifikant im Vergleich zu Placebo. Die Sicherheit und Wirksamkeit dieser Therapie zur Behandlung von COVID-19 wird weiterhin bewertet.
Die europäische Arzneimittelagentur (EMA) führte eine Prüfung der Behandlung mit der Kombination Bamlanivimab/Etesevimab durch, die sie auf Ersuchen des EMA-Exekutivdirektors nach Vorgesprächen mit der COVID-19-EMA-Pandemie-Taskforce (COVID-ETF) im Februar 2021 eingeleitet hatte und Anfang März abschloss. Im Ergebnis beurteilte sie die Kombination als geeignet zur Behandlung von bestätigtem COVID-19 bei Patienten, die keinen zusätzlichen Sauerstoff benötigen und ein hohes Risiko für einen schweren Krankheitsverlauf haben. Die Agentur untersuchte auch die Verwendung von Bamlanivimab allein und kam zu dem Schluss, dass sie, trotz Unsicherheiten in Bezug auf die Vorteile als Monotherapie, eine Behandlungsoption sei. Die Empfehlung der EMA kann daraufhin verwendet werden, um nationale Maßnahmen zur Verwendung der Antikörper zu unterstützen, bevor sie eine Marktzulassung erhalten.